# トライアンフ・TR6
トライアンフ TR6（Triumph TR6）は、イングランドのトライアンフ・モーター・カンパニーが製造していたスポーツカー。
TR6の生産は数か月前の開始を経て1969年モデルとして同年1月に正式に市場導入され、1976年7月20日まで続いた。91,850台が生産され、輸出された83,480台のほとんどがアメリカ合衆国へ運ばれ、8,370台だけがイギリス国内で販売された。

## 設計と特徴
トライアンフ・モーター・カーズはTR6の開発にむけて限られた予算しか有していなかった。カルマンが設計した外観はTR4/TR4A/TR250/TR5とはかなり異なっていが、同一のシャシー、エンジン、駆動系、ドア、フロントガラス及びボディタブのほとんどがTR5/TR250から流用されていた。
新しい脱着式ハードトップがトライアンフ社内でデザインされ、オプションとして提供された。
TR6の構造は四輪独立懸架を備えた伝統的なラダーフレーム、前輪にディスクブレーキ、後輪にドラムブレーキを装備していた。
TR6は全車2.5リットル直6エンジンで駆動された。
TR6は4速マニュアルトランスミッションを備え、オプションでレイコック・デ・ノーマンビル製電気式オーバードライブが用意された。初期の車両では「Aタイプ」モデルのオーバードライブが使用され、2速、3速、4速で作動し、ギア比を22%削減できた。後期のTR6では「Jタイプ」モデルのオーバードライブが使用され、3速と4速でのみ作動可能だったが、ギア比は28%削減された。
それ以外の主なTR250/TR5との共通部分としてはアルミ製セミトレーリングアームを使用した独立式リアサスペンション、ラックアンドピニオン式のステアリング、床と荷室のパイル地のカーペット、バケットシート、8連メーター、15インチホイールと市場によってはハンドリングを劇的に改善するミシュランの非対称パターンのXASタイヤなどが挙げられる。オプションのスティール製ハードトップは着脱に2名を必要とした。ダッシュボードは表面に薄い色合いの平らにカットされたクルミ材が貼られて厚いコーティングが施された合板が使用された。オーバードライブとハードトップはオプションとしてよく選ばれたが、リアのロールバーとLSDが選ばれることは稀だった。

## 生産
最初のTR6は、1969年モデルとして1968年9月19日に組み立てられた。
1968年11月28日までに生産されたすべてのTR6はキャブレター付きエンジンでCCで始まるコミッションナンバーが与えられ、同じラインでコミッションナンバーで始まる製造番号の燃料噴射搭載のTR6の生産が開始された。
TR6は生産期間中に小さな変更が加えられたが、TR6の基本的な形状とスタイリングの特徴は最初から最後まで変更されなかった。
TR6に工場が認めた唯一の変更は1973年にコミッションナンバーの接頭辞が変更されたことだった。コミッション・ナンバーは、現代の車両識別番号（VIN）に先駆けて、車両を識別するために使用されたアルファベットで始まる連番である。「前期」のキャブレターエンジンのCCと燃料噴射エンジンCPはという接頭辞は、それぞれCFとCRという「後期」の接頭辞に置き換えられた。この時、フロント・スポイラーが追加され、メーターのデザインが大きく変わり、ホーンボタンとホーンリングも変更され、オプションのオーバードライブも異なるものが採用された（初期型はレイコック・ド・ノーマンビルのAタイプ、後期型はJタイプ）。さらに重要なのは、後期のCR燃料噴射エンジン車には、キャブレター車に採用されていたマイルドなカムシャフトが採用され、燃料噴射ポンプも機械式に変更されたことである。これにより、後期のCR燃料噴射エンジン車のパワーは125bhpに低下したが、公道上でのドライバビリティは向上した。後期のCFキャブレター・エンジン車のパワーは、公式には104bhpから106bhpとほとんど変わらなかったと報告されているが、後期のCF型TR6に排ガス装置が追加され続けたため、複雑さが増して性能が低下した。
前期型と後期型でのコミッションナンバーの変更以外に、ほとんどの市販車に見られるようにTR6も生産中にこまかい外観の変更と機械的な変更が加えられた。
外観については、１９６８年製およびおそらく１９６９年初期のモデルにあったリアフェンダーの短いフェンダービードなど、製造初期には従来のTRシリーズが引き継がれた細かいスタイリング上の特徴がいくつかあったが、すぐに廃止された。ホイール幅は当初5インチだったが、1970年モデルからは5.5インチに拡大され、これにあわせてTR5、TR250および1969年のTR6に標準装備されていたホイールキャップに替えてセンターキャップが使用されるようになった。1969年モデルには独特のステアリングホイールと、マグネット式の燃料キャップも装備されていた。
外装色と内装色は年式によって異なり、TR6のオリジナル・カラーは製造された時期を示している。例えば、ロイヤル・ブルーに塗装されたTR6は1971年までしか提供されなかったのに対し、インカ・イエローは1976年のTR6にしか設定されなかった。初期の車両のカーペットはウィルトン織りのウール製であったのに対し、後期のものははタフテッドナイロン製だった。
米国の規制の進化が、TR6の多くの変更を促した。キャブレター・エンジンのCCとCFにはより多くの変更が加えられたが、その一部は燃料噴射のCPとCRにも引き継がれた。例えば、キャブレター・エンジンのTR6にのみ影響した変更としては、3種類のシート、異なるバンパー、3種類のキャブレター・バージョン、多くの排ガス装備の変更があった。燃料噴射のTR6に引き継がれた米国の規制による変更は、ステアリング・ロックを組み込むためにイグニッション・キーをステアリング・ホイールの下に移設したことなどである。
最後の燃料噴射式TR6は1975年7月に生産されたが、キャブレター式のTR6の生産は1976年7月14日に最後のTR6が生産されるまで続けられた。

## 性能
前期のコミッションナンバーCP付きの燃料噴射式TR6のエンジンは、TR5と同じルーカス製機械式燃料噴射装置を使用して150 bhp (110 kW)（152 hp DIN）の出力と164 lb⋅ft (222 N⋅m)のトルクを発揮した。
米国およびカナダ市場向けの、キャブレター装備で燃料噴射式と比べると低圧縮比のTR250と同じエンジンのコミッションナンバーCC付きの前期型は最大出力104 bhp (78 kW)と最大トルク143 lb⋅ft (194 N⋅m)を毎分3500回転で発揮した。
『Autocar』誌によれば、前期の燃料噴射タイプのTR6はゼロ発進から60 mph (97 km/h)までを8.2秒で加速し、最高速は120 mph (190 km/h)に達した。
後期のコミッションナンバーCRが与えられた燃料噴射タイプは125 bhp (93 kW)を発揮し、後期キャブレタータイプのCFモデルは106 bhp (79 kW)だった。

## 現存車両
2020年現在、英国では約4000台の使用許可車と1300台の一時保管車両のSORN TR6がDVLAに登録されている。多くのトライアンフが米国で購入され、英国やその他の地域に再出荷されるため、使用許可車とSORN TR6の数は過去十数年で増加している。

## ギャラリー

トライアンフ TR6 ギャラリー
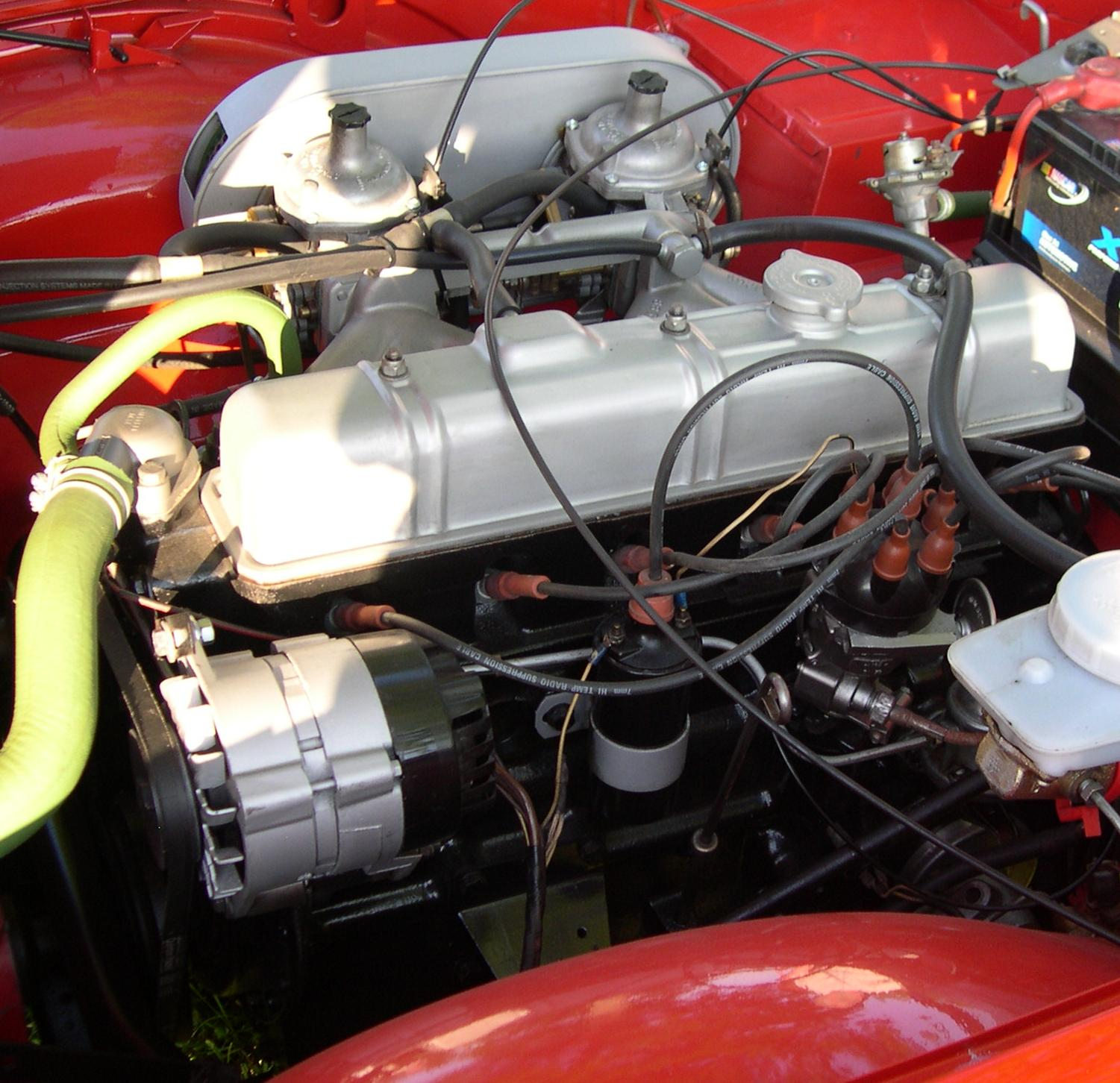
1973年か1974年の米国向けキャブレター式エンジン
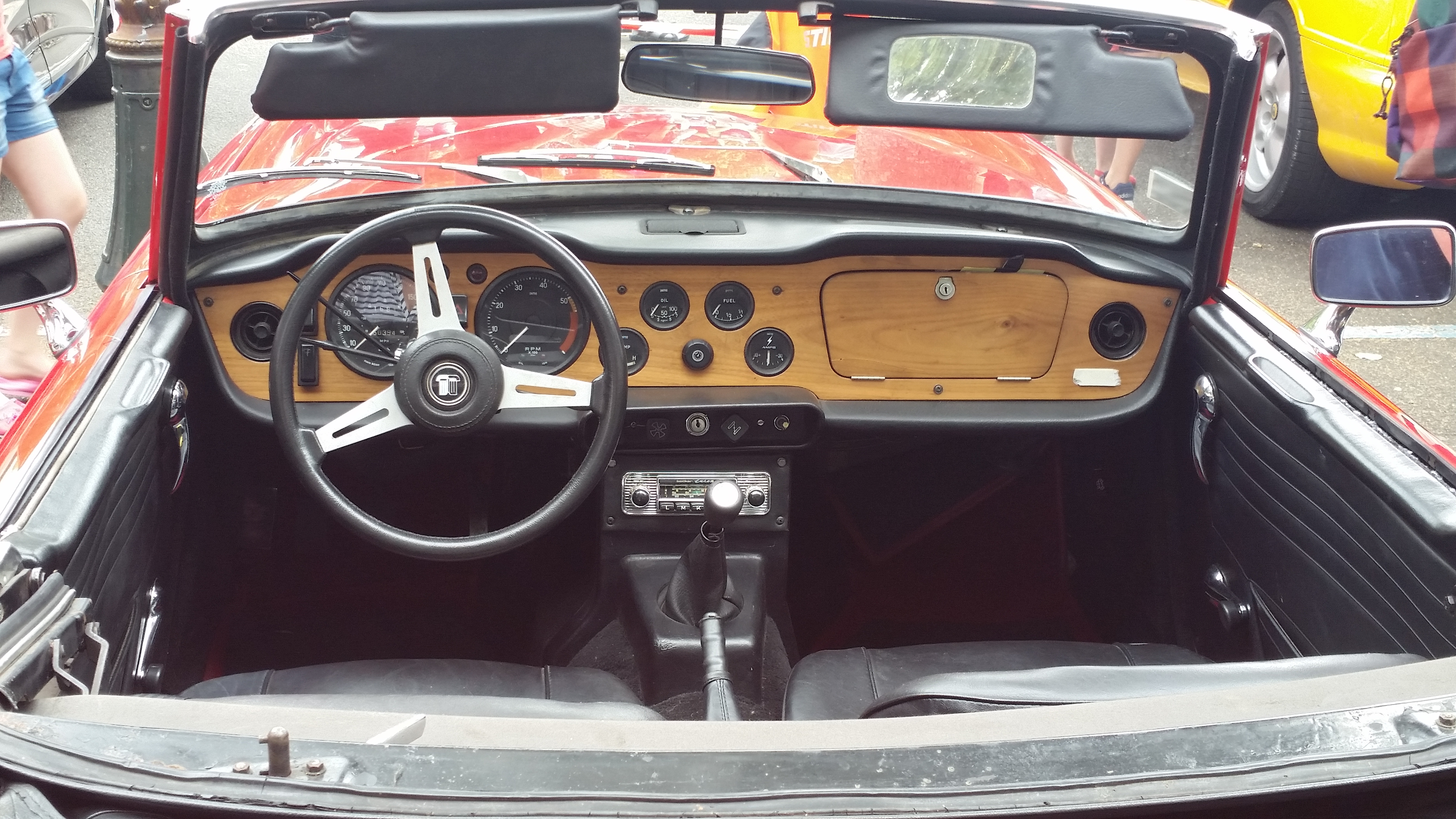
左ハンドル仕様のTR6の社内
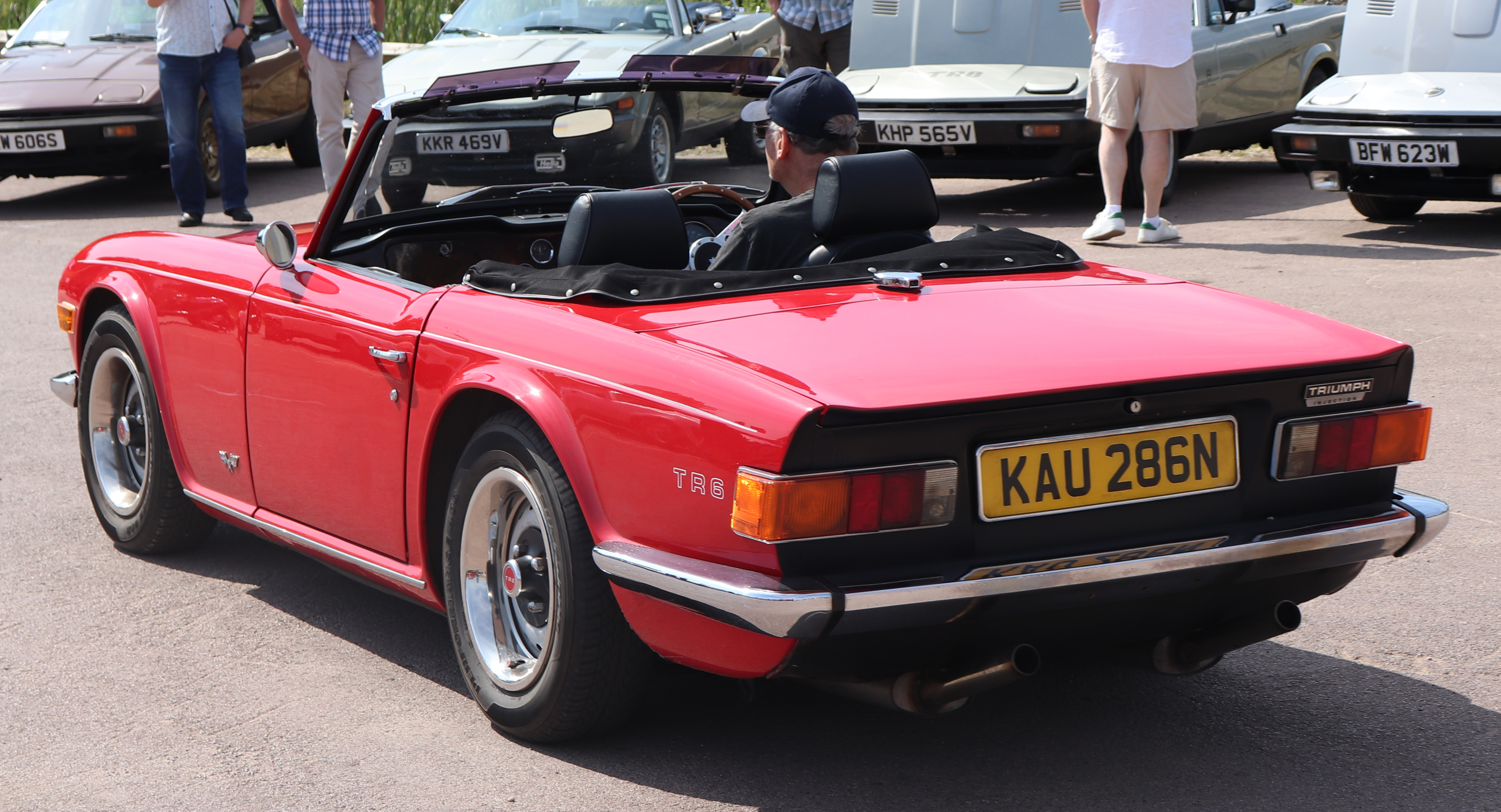
斜め後ろからのTR6
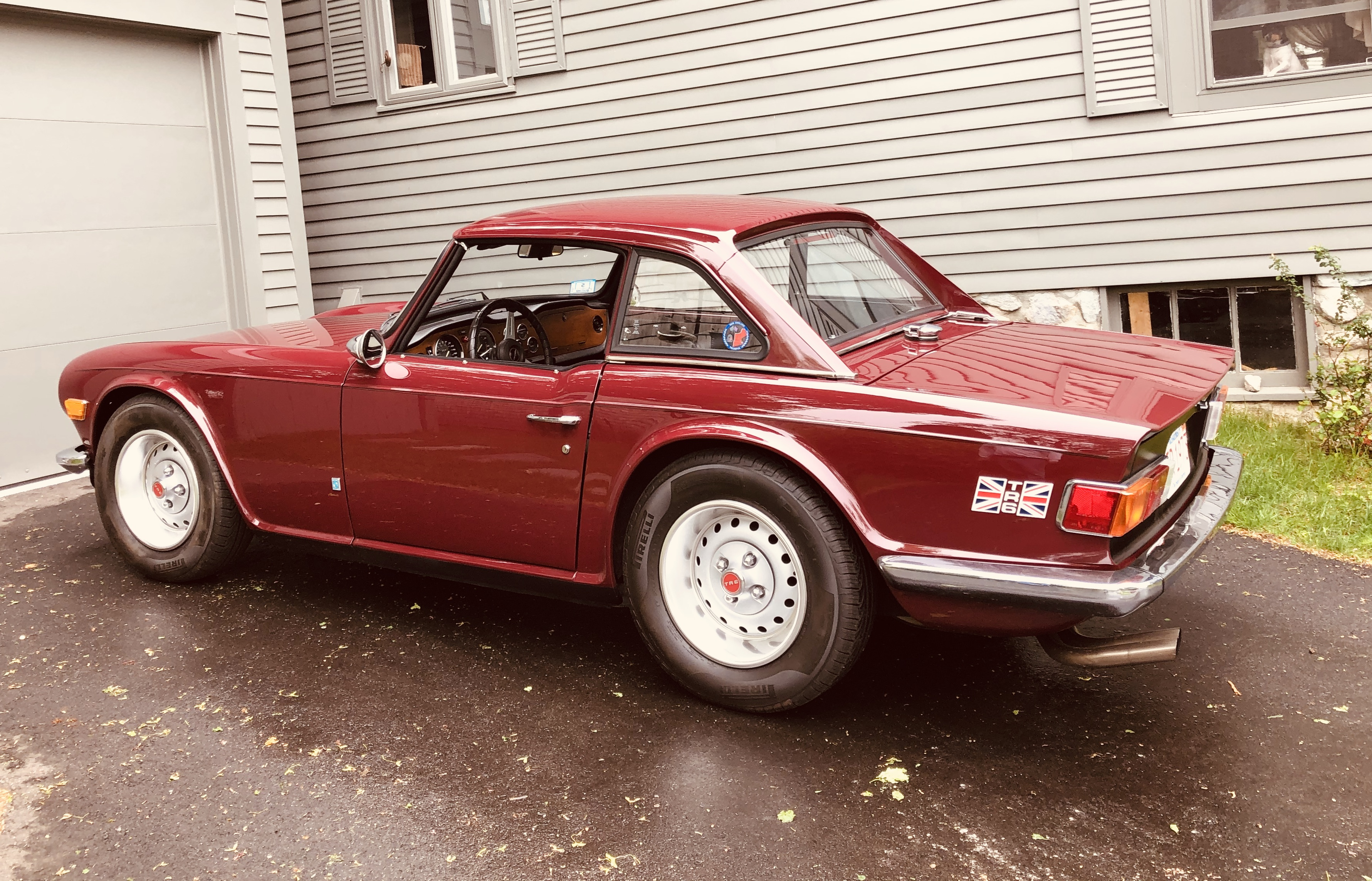
オプションの脱着式ハードトップを装着したTR6
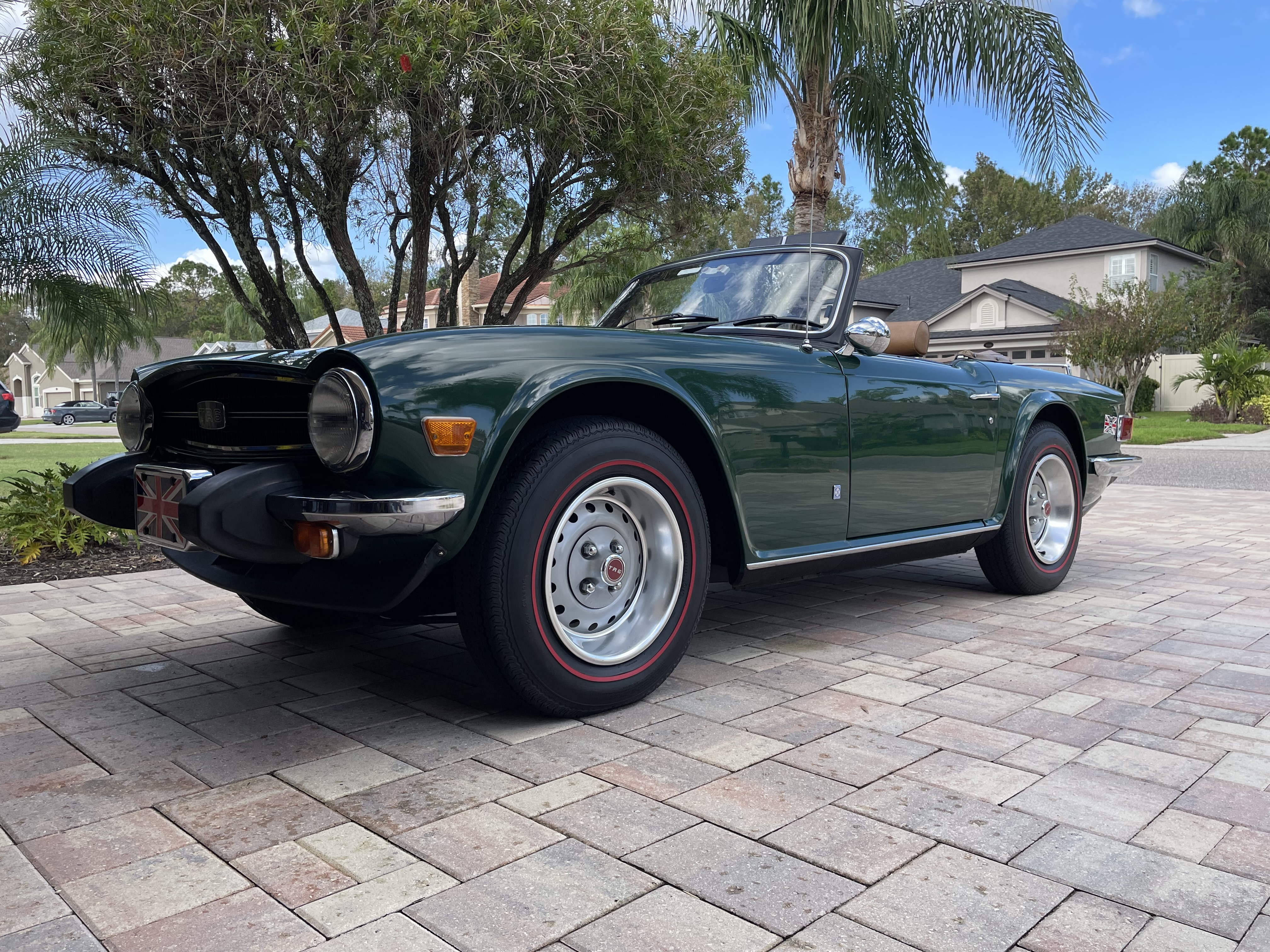
米国のバンパーと灯火類の規制に対応した1976年式TR6
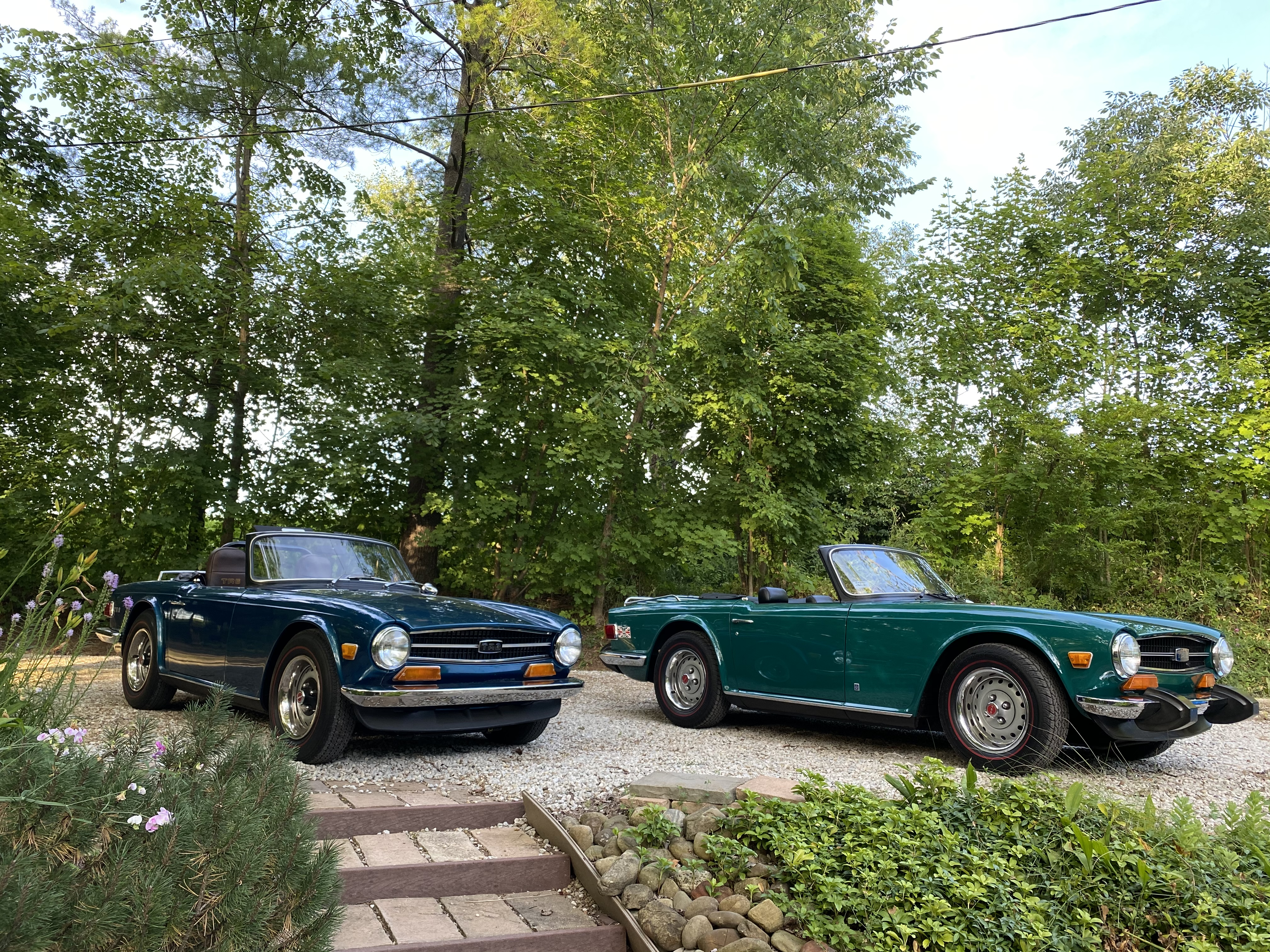
1972年式と1974年式のTR6